# Millvina Dean
Elizabeth Gladys Millvina Dean, född 2 februari 1912 i London, död 31 maj 2009 i Ashurst, Hampshire, var den sista överlevaren från Titanic. Hon var bara tio veckor vid förlisningen och då den yngsta passageraren ombord.

## Biografi
Millvina Dean föddes den 2 februari 1912 i London som det andra barnet till Georgette Eva Light Dean och Bertram Frank Dean. Deras första barn var Bertram Vere Dean (född 1910).

### Resan över Atlanten
Den 10 april 1912 följde hon med på Titanics jungfruresa från Southampton tillsammans med sina föräldrar samt hennes äldre bror. Deras plan var att söka sig till staden Wichita i Kansas där fadern hade släktingar. Där hoppades de kunna öppna en tobaksaffär. De fyra reste i tredje klass.
När Titanic förliste natten mellan den 14 och 15 april 1912 var Millvina Dean endast nio veckor gammal. Ytterligare ett spädbarn fanns på båten, nämligen Barbara Joyce Dainton (född West), som var 11 månader vid olyckan. Hon dog den 16 oktober 2007 vilket gjorde Millvina Dean till den sista överlevanden. Med tanke på deras ålder hade såklart ingen av dessa två några minnen från Titanic. Den sista överlevanden som faktiskt mindes något var Lillian Asplund som dog 6 maj 2006. Millvina, hennes bror och mamma räddades genom att de fick plats i en livbåt, medan fadern var en av de omkring 1 500 personer som dog.

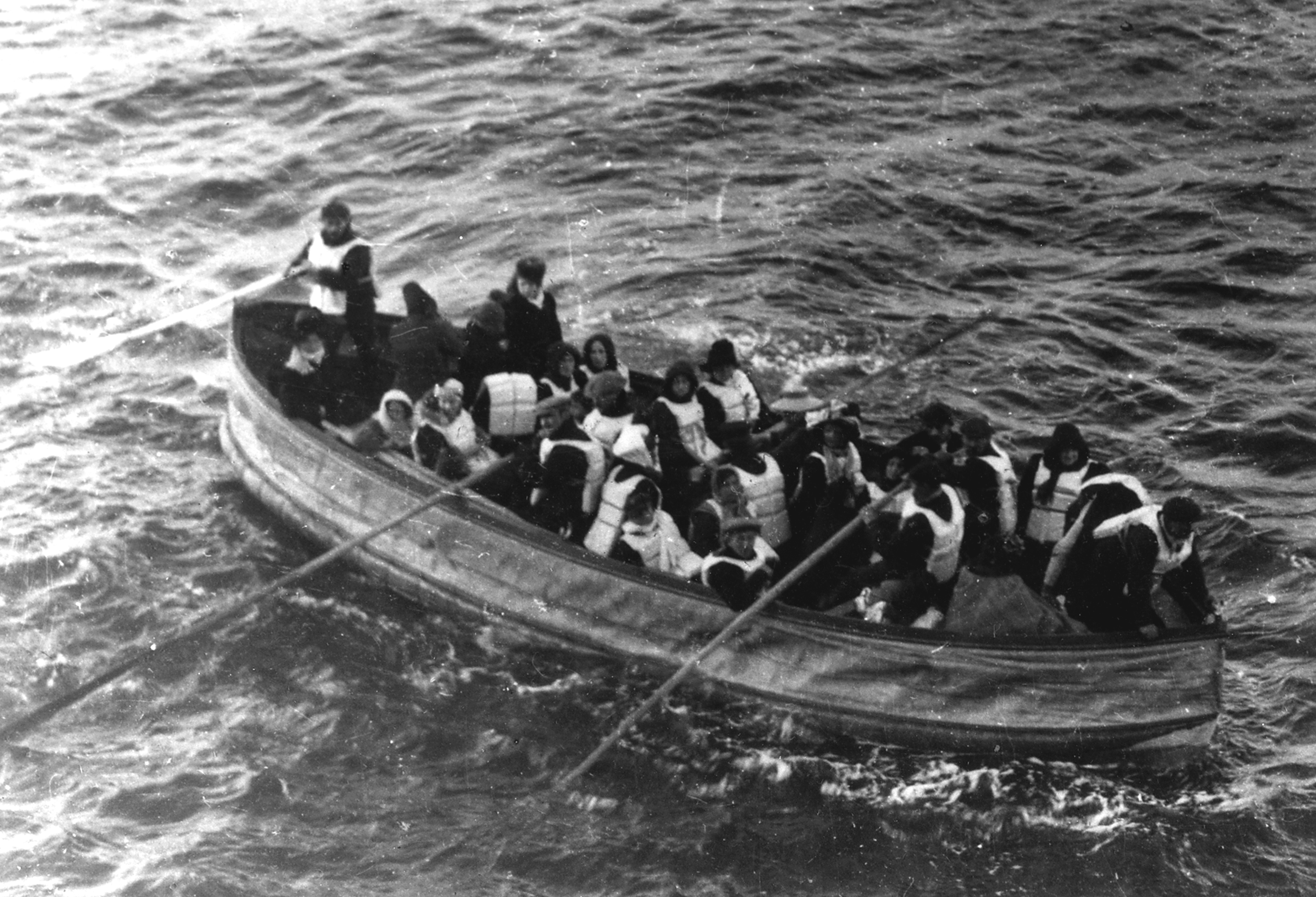
En livbåt från Titanic

Efter att de blivit räddade återvände familjen till Southampton med RMS Adriatic. På båten blev Millvina Dean snart en sevärdhet och många fascinerades av ett så litet barn kunde ha överlevt olyckan. Flera fotografier togs av henne och resten av familjen som publicerades i flera tidningar.

### Senare liv
I stort sett stannade Millvina i Southampton resten av sitt liv. Hon gick liksom sin bror i skola där. Det var först vid åtta års ålder som hon fick veta att hon varit med på Titanics jungfruresa. Under Andra världskriget arbetade hon för regeringen med att rita kartor och senare arbetade hon på inköpsavdelningen i en ingenjörsbyrå i Southampton. Först på äldre dagar blev hon uppmärksammad och känd, och deltog på olika konvent och mässor, samt på TV och i radio.
Millvina var inte positiv till att vraket efter Titanic lokaliserades och utforskades, vilket gjordes hösten 1985. Hon såg heller aldrig filmen Titanic då hon trodde att det skulle bli för uppskärrande.
Under slutet av sitt liv började Millvina Dean få problem med pengar och hade svårt att betala för sig på vårdhemmet utanför Southampton där hon bodde. Följaktligen började hon sälja minnessaker som hade med Titanic att göra, så som en väska i kanvas från förlisningen. Mannen från London som köpte väskan lämnade genast tillbaka den. Huvudpersonerna från filmen Titanic, Kate Winslet och Leonardo DiCaprio, samt regissören till samma film, James Cameron, skänkte som många andra till den fond som snart sattes upp i Millvinas namn.
Den 31 maj 2009 dog Millvina Dean efter en kort tids sjukdom i lunginflammation på vårdhemmet i en ålder av 97 år, 98 år efter att Titanic sjösattes.

### Familjen
Millvina Dean gifte sig aldrig och fick inga barn. Hennes mor dog den 16 september 1975, 96 år gammal, och den äldre brodern dog den 14 april 1992, 81 år gammal.